# دن بابیش
دن بابیش (انگلیسی: Dan Bobish؛ زادهٔ ۲۶ ژانویهٔ ۱۹۷۰) ورزشکار هنرهای رزمی ترکیبی و کشتی‌گیر اهل ایالات متحده آمریکا است.